# Província de Ruhengeri

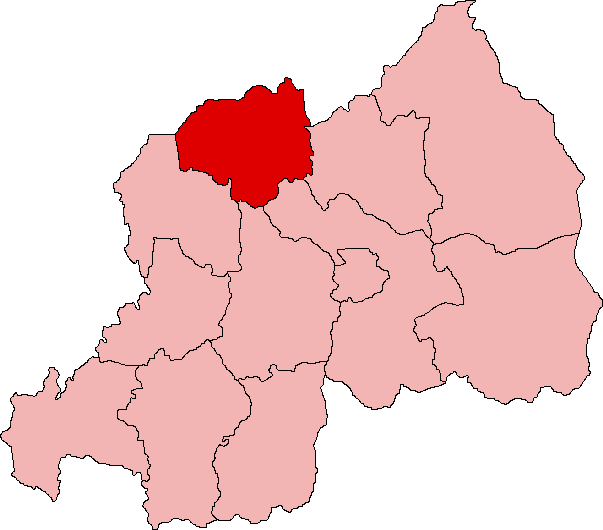
Mapa mostrant la província de Ruhengeri

La província de Ruhengeri (o profectura de Ruhengeri) era una de les dotze províncies de Ruanda fins fins a finals de 2005, quan es van redreçar les fronteres per crear cinc províncies multiètniques. La província estava al nord del país, limita al nord amb Uganda i al nord-oest per la República Democràtica del Congo. Constava de 10 districtes.
Tenia una superfície de 1.651,2 quilòmetres quadrats, dels quals 1.439,2 es consideren habitables. La regió és muntanyosa, i inclou el volcà inactiu de 4.507 metres, el Karisimbi.
El cens de 2002 mostrava 891.498 habitants a la província, incloent 475.424 dones i 416.074 homes, el que fa de Ruhengeri la província més poblada de Ruanda, amb un 11% de la població nacional. Era la quarta província més poblada en el cens de 1991, que comptava 769.297 persones, i la quarta més poblada del cens de 1978, que comptava 531,927.
El cens de 2002 va trobar que l'edat mitjana de la població de la província era de 20,3 anys, mentre que la mediana era de 15,8 anys. La majoria dels habitants, 819.987 persones, vivien a les zones rurals, amb 71.551 en zones urbanes com la ciutat de Ruhengeri. Hi havia 29.286 habitants urbans comptats el 1991 i 18.942 el 1978.